# Ringakzent
| Diakritische Zeichen       | Diakritische Zeichen |
| Bezeichnung                | Zeichen              |
| -------------------------- | -------------------- |
| Akut, einfach              | ◌́                    |
| Akut, doppelt              | ◌̋                    |
| Breve, darüber             | ◌̆                    |
| Breve, darunter            | ◌̮                    |
| Cedille, darunter          | ◌̧                    |
| Cedille, darüber           | ◌̒                    |
| Gravis, einfach            | ◌̀                    |
| Gravis, doppelt            | ◌̏                    |
| Haken                      | ◌̉                    |
| Hatschek                   | ◌̌                    |
| Horn                       | ◌̛                    |
| Komma, darunter            | ◌̦                    |
| Koronis                    | ◌̓                    |
| Makron, darüber            | ◌̄                    |
| Makron, darunter           | ◌̱                    |
| Mittelpunkt                | ·                    |
| Ogonek                     | ◌̨                    |
| Punkt, darüber             | ◌̇                    |
| Punkt, darunter            | ◌̣                    |
| Querstrich                 | ◌̶                    |
| Ring, darüber              | ◌̊                    |
| Ring, darunter             | ◌̥                    |
| diakritischer Schrägstrich | ◌̷                    |
| Spiritus asper             | ◌̔                    |
| Spiritus lenis             | ◌̓                    |
| Tilde, darüber             | ◌̃                    |
| Tilde, darunter            | ◌̰                    |
| Trema, darüber             | ◌̈                    |
| Trema, darunter            | ◌̤                    |
| Zirkumflex                 | ◌̂                    |

Ein Ringakzent, auch Überkreis, Kreisakzent oder Ringel übergesetzt genannt, nach seiner tschechischen Bezeichnung auch Kroužek ([ˈkroʊ̯ʒɛk]; tschechisches Diminutiv zu kruh ‚Ring‘), ist ein diakritisches Zeichen zur Kennzeichnung einer besonderen Aussprache oder Betonung eines Buchstabens. Es ist ein kleiner Kreis (˚) mittig über dem Buchstaben – nicht zu verwechseln mit einem Gradzeichen. Es kommt unter anderem im Tschechischen, Dänischen, Norwegischen und Schwedischen vor. Im Deutschen wird es gelegentlich zur Umschrift eines in mehreren Dialekten (etwa den bairischen Dialekten) verwendeten Lautes verwendet.

## Vorkommen
Das Zeichen hat in den einzelnen Sprachen unterschiedliche Bedeutung:
- Im Tschechischen wird der Buchstabe ů [uː] gesprochen (entstanden von o über uo zu ů, wobei ursprünglich das o klein über das u geschrieben wurde)
- Im Dänischen, Norwegischen und Schwedischen kennzeichnet das å die Laute [⁠ɔ⁠] bzw. [oː], entstanden aus aa, wobei ursprünglich das eine a klein über das andere geschrieben wurde
- Im Chamorro schreibt sich der Laut /ɒ/ als å.

## Darstellung auf dem Computer

### Zeichensätze
Im Zeichensatz ASCII kommt das Zeichen nicht vor. In den Zeichensätzen der ISO-8859-Familie kommen ausgewählte Zeichen mit Ringakzent vor, ISO 8859-1 enthält Å und å., in ISO 8859-2 gibt es Ů und ů.
Unicode enthält weitere fertig zusammengesetzte Zeichen mit dem Ringakzent und kann beliebige Zeichen mit Ringakzent durch Nachstellen eines kombinierenden Ringakzents U+030A (◌̊) darstellen.

### TeX und LaTeX
TeX und LaTeX 2.09 kennen den allgemeinen Ringakzent nicht, sie können nur den Buchstaben Å darstellen. LaTeX2e kann beliebige Zeichen mit Ring darstellen. Es gibt dazu zwei verschiedene Befehle:
- Im Textmodus für den Textsatz erzeugt \r a ein å.
- Im mathematischen Modus für den Formelsatz erzeugt \mathring a die Formel å.

Es ist jedoch möglich, mit \aa{} ein å darzustellen.

### Eingabe
Mit der deutschen Tastaturbelegung E1 und der älteren Belegung T2 wird das Zeichen als Alt Gr+o eingegeben. Diese Kombination wirkt als Tottaste, d. h. ist vor dem Grundbuchstaben einzugeben.
Unter der bei vielen Linuxdistributionen verfügbaren Oberfläche KDE Plasma und deutschem Tastaturtreiber lässt sich der Ringaktzent mit der Tottastenkombination Alt Gr+Umschalt+Ü setzen.